# Barbara Strozziová
Barbara Strozziová (také zvaná Barbara Valle; pokřtěna 6. srpna 1619, Benátky – 11. listopadu 1677, Padova) byla benátská zpěvačka a hudební skladatelka.

## Život
Narodila se v Benátkách Isabelle Garzoniové, dlouholeté služebné v domě právníka a básníka Giulia Strozziho. Pravděpodobně byla jeho nemanželskou dcerou. Florentská rodina Strozziů ji adoptovala a Giulio Strozzi podporoval její hudební talent. Studovala u hudebního skladatele Cavalliho a Strozzi dokonce v roce 1637 založil hudební spolek Accademia degli Unisoni, aby Barbara měla příležitost rozvíjet a prezentovat své hudební schopnosti.
Je možně, že byla kurtizánou, neexistují o tom přímá svědectví a mohla to být pomluva žárlivých současníků. Svědčí pro to však její portrét, příjmení i osudy jejích dětí. Její strýc Bernardo Strozzi ji portrétoval s poodhaleným ňadrem, což tehdy mělo jasný podtext erotické nabídky. Dále její dětí Giulio, Isabella, Laura a možná Massimo měly stejného otce, za něhož se Barbara nevdala. Byl jím Giovanni Paolo Vidman (psán také Widmann), mecenáš umění a podporovatel rané benátské opery. Pro nemanželský původ může svědčit fakt, že obě dcery a jeden syn vstoupili do kláštera. Dopis napsaný po Strozziho smrti uvádí, že "byla znásilněna hrabětem Vidmanem, benátským šlechticem, a že její syn Giulio Strozzi nebyl manželský." Barbara se po Vidmanově smrti živila finančními investicemi a hudbou.
Barbara Strozziová zemřela v Padově ve věku 58 let a udává se, že je pohřbena v padovském chrámu Eremitami. Nezanechala závěť a o dědictví se přihlásil její syn Giulio Pietro.

## Dílo
Strozziová je jedinečná mezi mužskými i ženskými skladateli té doby v tom, že svá díla vydávala samostatně a nikoliv ve sbírkách s jinými autory. Sama o sobě prohlásila, že je nejplodnějším skladatelem tištěné světské vokální hudby v Benátkách. S výjimkou jednoho svazku náboženských písní je veškerá její tvorba světského charakteru. Texty jejích písní psal zpočátku její otec a později někteří přátelé. Mnoho písní však zkomponovala na texty vlastní. Byla ceněna nejen pro svou hudbu, ale i pro nesporné básnické kvality.
Většina jejích písní je psána pro soprán. Hudebně jsou její písně pevně zakotveny ve stylu seconda pratica. Její skladby připomínají díla Francesca Cavalliho, dědice Claudia Monteverdiho.

## Vydané sbírky písní
- Il primo libro di madrigali, per 2–5 voci e basso continuo, op. 1 (1644)
- Cantate, ariette e duetti, per 2 voci e basso continuo, op. 2 (1651)
- Cantate e ariette, per 1–3 voci e basso continuo, op. 3 (1654)
- Sacri musicali affetti, libro I, op. 5 (1655)
- Quis dabit mihi, mottetto per 3 voci (1656)
- Ariette a voce sola, op. 6 (1657)
- Diporti di Euterpe ovvero Cantate e ariette a voce sola, op. 7 (1659)
- Arie a voce sola, op. 8 (1664)